# Ordinatio sacerdotalis
Ordinatio sacerdotalis est une lettre apostolique de Jean-Paul II du 22 mai 1994, adressée aux évêques de l'Église catholique, qui déclare que le sacerdoce ne peut être conféré aux femmes.

## Contenu
Reprenant les affirmations de Inter insigniores, un document de la congrégation pour la doctrine de la foi datant de 1976, cette lettre se fonde sur le fait que Jésus a choisi pour apôtres exclusivement des hommes, tout comme le furent leurs successeurs, d'après l'ancienne conception juive du sacerdoce.
La lettre est brève et résume l’enseignement traditionnel. Elle se conclut ainsi : « Declaramus Ecclesiam facultatem nullatenus habere ordinationem sacerdotalem mulieribus conferendi, hancque sententiam ab omnibus Ecclesiae fidelibus esse definitive tenendam. » C’est-à-dire : « L'Église estime ne pas avoir autorité pour conférer le sacerdoce aux femmes ; cela doit être considéré ainsi définitivement par tous les fidèles. » Dans sa conclusion, le pape écrit :
« 
La doctrine sur l'ordination sacerdotale exclusivement réservée aux hommes, de nos jours, est considérée de différents côtés comme ouverte au débat. Ou même on lui attribue une valeur purement disciplinaire (...). C'est pourquoi, afin qu'il ne subsiste aucun doute sur une question de grande importance qui concerne la constitution divine elle-même de l'Église, je déclare, en vertu de ma mission de confirmer mes frères, que l'Église n'a, en aucune manière, le pouvoir de conférer l'ordination sacerdotale à des femmes et que cette position doit être définitivement tenue par tous les fidèles de l'Église.
 »
En tant que lettre apostolique, Ordinatio sacerdotalis est a priori un acte du magistère ordinaire du pape, définissant un point particulier de doctrine ou de discipline de l’Église. Cela lui donne un statut doctrinal important mais de moindre ampleur — elle s'adresse uniquement aux évêques — qu'à une encyclique. Cependant, à l'occasion de la publication du motu proprio Ad tuendam fidem, il est affirmé que certaines vérités sont tranchées de manière définitive, et relèvent du domaine de l'infaillibilité du Magistère. Il y est précisé que « celui qui récuse ces points qui doivent être tenus pour définitifs s'oppose donc à la doctrine de l'Église catholique ».

## Caractère magistériel
L'expression « définitivement tenue par tous les fidèles de l'Église » fait partie de l'« assentiment complet de la foi » usuellement accordé aux dogmes de l'Église catholique. Néanmoins, de nombreux théologiens soutiennent que la lettre apostolique Ordinatio sacerdotalis n'a pas été émise sous le Magistère pontifical extraordinaire en tant que déclaration ex cathedra, et n'a donc pas à être considérée comme infaillible en soi.
Dans un responsum ad dubium (réponse à un doute) approuvé par Jean-Paul II et daté d'octobre 1995, la Congrégation pour la doctrine de la foi a répondu que cet enseignement avait été "défini de manière infaillible par le Magistère ordinaire et universel".
La Catholic Theological Society of America a publié en 1997 un rapport approuvé par 216 sur 248 votants, exprimant « de sérieux doutes quant à la nature de l'autorité de cet enseignement et de son enracinement dans la Tradition ».
En 1998, la Congrégation pour la doctrine de la foi a publié un commentaire doctrinal sur Ad tuendam fidem pour indiquer que la doctrine de Ordinatio sacerdotalis n'était pas enseignée explicitement comme provenant de la Révélation divine, mais qu'elle pouvait l'être un jour : autrement dit, le commentaire s'abstenait de déterminer si cette doctrine devait être « considérée comme intrinsèque à la Révélation ou seulement comme sa conséquence logique », mais affirmait que dans les deux cas elle devait être tenue pour définitive et infaillible.
Le mercredi 30 mai 2018 dans une publication de L'Osservatore Romano, le préfet de la Congrégation pour la doctrine de la foi, Luis Ladaria Ferrer, revient sur la lettre apostolique. Voulant couper court aux contestations, il réaffirme l'impossibilité de conférer l'ordination sacerdotale à des femmes, comme « une vérité qui appartient au dépôt de la foi », cette impossibilité appartenant donc à la « substance du sacrement ».
En Allemagne, en 2023, plusieurs évêques plaident pour l’ordination sacerdotale des femmes. Le cardinal Parolin, alors secrétaire d'état du Vatican, envoie une lettre à la conférence des évêques allemands, rappelant que l'ordination des femmes au sacerdoce n'est pas ouverte au débat pour les catholiques, citant à nouveau Ordinatio Sacerdotalis.